# جاك هاميلتون
جاك هاميلتون (بالإنجليزية: Jack Hamilton)‏ هو لاعب كرة قاعدة أمريكي، ولد في 25 ديسمبر 1938 في برلنغتون في الولايات المتحدة، وتوفي في 22 فبراير 2018 في برانسون في الولايات المتحدة.

## وصلات خارجية
- جاك هاميلتون على موقع دوري كرة القاعدة الرئيسي (الإنجليزية)
- جاك هاميلتون على موقعبيزبول رفرنس.كوم (الدوري الرئيسي) (الإنجليزية)
- جاك هاميلتون على موقعبيزبول رفرنس.كوم (الدوري الثانوي) (الإنجليزية)
- جاك هاميلتون على موقع إي إس بي إن.كوم (أم.أل.بي) (الإنجليزية)
- جاك هاميلتون على موقع مشجعي الرسوم البيانية (الإنجليزية)